# Georges Le Faure
Pour les articles homonymes, voir Faure.
Georges Albert Émile Amédée Le Faure, né le 12 juin 1856 dans le 1er arrondissement de Paris et mort le 25 mai 1953 dans le 17e arrondissement, est un journaliste, écrivain, auteur dramatique et scénariste français.

## Biographie
Fils d'un avoué au tribunal de la Seine, Georges Le Faure fut d'abord journaliste. Il collabore ainsi aux Veillées des chaumières et à L'Autorité. Auteur dramatique, il devient ensuite romancier et est l'auteur de nombreux romans populaires, notamment de cape et d'épée. Il a également écrit quelques scénarios de films.
Il se marie le 2 janvier 1906 à Asnières-sur-Seine avec Magdeleine Boucherit.
Son patronyme a aussi pu être utilisé par d'autres personnes qui l'auraient utilisé en tant que prête-nom, ou bien un homonyme aurait été romancier en même temps que lui, publié chez Ferenczi, Taillandier, Edourd Dentu et la Librairie Arthème Fayard.[réf. nécessaire]

## Œuvres
- Les Aventures extraordinaires d'un savant russe (1re partie, La Lune), en collaboration. avec Henry de Graffigny, Edinger éditeur, 1888
- Les Aventures extraordinaires d'un savant russe (2e partie, Le Soleil et les petites planètes), en collaboration. avec Henry de Graffigny, Edinger éditeur, 1889
- Les Étapes de Madame Tambour , 100 illustrations de Georges Tiret-Bognet, 319.p., édition Émile Gaillard, 1890
- Aventures de Sidi-Froussard, illustrations de Fernand Fau et Louis Vallet, éditions Firmin-Didot, 1890[4]
- Les Grandes planètes (2 tomes), en collaboration. avec Henry de Graffigny, 1891
- Les Aventures extraordinaires d'un savant russe (3e partie, Les Planètes géantes et les comètes), en collaboration. avec Henry de Graffigny, Edinger éditeur, 1891
- Les Exploits de Cabreloche (2 tomes), 1892
- Le Corsaire blanc, 1892
- Les Mésaventures de Monsieur Corpiquet, 1892
- La Croix blanche, 1892
- La Guerre sous l'eau, 1892
- Cœur de soldat (3 tomes), en collaboration avec Gugenheim, 1893
- Quinze mille lieues dans l'espace, 1893
- La Capitaine, 1894
- L'Envoyé du tsar, 1895
- Le Pays de la soif, 1895
- Le Secret de l'espion, 1895
- Robert Macaire, 1896
- Les Aventures extraordinaires d'un savant russe (4e partie, Le Désert sidéral), en collaboration. avec Henry de Graffigny, Edinger éditeur, 1896
- Le Fils du Bonaparte noir, 1899
- Les Voleurs d'or, 1899 — Livre national-Aventures et Voyages no 106, 1926 —
- Les Orphelins de l'Alaska, 1900
- Nicolas Pepoff - 2 volumes - Bibliothèque des grandes aventures -Tallandier 1901
- Le Chevalier de Latude, 1902-1904
- Les Forbans au pays de l'or, 1902
- La Main noire, 1902
- Un descendant de Robinson, 1903 — Livre national-Aventures et Voyages no 24 —
- Kadidjar la rouge, 1910 Les Beaux Romans Illustration de Gaston de Fonseca
- Dans la peau d'un singe, 1910
- La Course au milliard, 1925
- Un drame sous la banquise, 1925
- Le Carré diabolique, Livre national-Aventures et Voyages no 86, 1926
- La Lionne blanche, 1927
- La Grande Épreuve, 1928 – prix Marcelin-Guérin de l'Académie française en 1929
- L'Héritière du Far-West, 1930
- La Redoute des loups, 1932
- Le Brigadier Floridor, éditions Tallandier, 1934
- La Brigande, 1936
- La Voix d'en face - Collection La Belle aventure no 7, 1937
- Le Poste 37, 1938
- Le Nid de singes, 1941

## Filmographie partielle
- 1911 : L'Heureux Accident (ou L'Accident) de Georges Denola
- 1911 : Le Pain des petits oiseaux  d'Albert Capellani
- 1919 : Tih Minh de  Louis Feuillade
- 1928 : La Grande Épreuve d'André Dugès et Alexandre Ryder
- 1929 : Un Cri dans le métro
- 1929 : Un Drame au studio
- 1929 : Le Crime du soleil
- 1930 : La mort du corsaire
- 1930 : La Cité tentatrice
- 1930 : Cœur embrasé
- 1930 : La Blonde de Singapour
- 1931 : La Dernière illusion
- 1932 : Le Danseur de Moscou